# Josh Stewart
Joshua Regnall 'Josh' Stewart (Diana (West Virginia), 6 februari 1977) is een Amerikaans acteur.

## Biografie
Stewart werd geboren in Diana (West Virginia), een gemeentevrije gemeenschap in Webster County (West Virginia). Stewart heeft gestudeerd aan de West Virginia Wesleyan College in Buckhannon, na een jaar stapte hij over naar de West Virginia University in Morgantown (West Virginia) waar hij zijn diploma haalde in marketing. 
Stewart begon met acteren in het theater in Sutton en verhuisde naar New York voor zijn acteercarrière, en later verhuisde hij naar Los Angeles.
Stewart begon in 2003 met acteren in de film Then Came Jones, waarna hij nog meerdere rollen speelde in films en televisieseries.
Stewart trouwde in 2019 met actrice Alexa Davalos, zijn tweede vrouw. Hij was van 2007 tot en met 2016 getrouwd met een casting director, waaruit hij twee kinderen kreeg.

## Filmografie

### Films
Uitgezonderd korte films.
- 2025 Lifeline - als Steven Thomas
- 2020 Tenet - als mannelijke stem
- 2019 Back Fork - als Waylon
- 2019 The Mustang - als Dan
- 2018 Discarnate - als Casey Blackburn
- 2018 Malicious - als Adam Pierce
- 2018 Insidious: The Last Key - als Gerald Rainier
- 2017 War Machine - als Dick North
- 2016 The Neighbor - als John
- 2016 Cold Moon - als Nathan Redfield
- 2016 The Finest Hours - als Tchuda Southerland
- 2016 Discarnate - als Casey Blackburn
- 2014 Interstellar - als CASE (stem)
- 2014 Transcendence – als Paul
- 2013 The Hunted – als Jake
- 2013 Event 15 – als Oldsman
- 2012 The Collection – als Arkin
- 2012 The Dark Knight Rises – als Barsad
- 2011 Rehab – als Aaron McCreary / Carl
- 2010 Beneath the Dark – als Paul
- 2009 Law Abiding Citizen – als Rupert Ames
- 2009 The Collector – als Arkin
- 2008 The Curious Case of Benjamin Button – als Curtis
- 2008 The Haunting of Molly Hartley – als Mr. Draper
- 2007 Jekyll – als Tommy
- 2006 Lenexa, 1 Mile – als T.J. Ketting
- 2003 Then Came Jones – als Bill Jenkins

### Televisieseries
Uitgezonderd eenmalige gastrollen.
- 2024 anhunt - als Wallace - 5 afl.
- 2007-2023 Criminal Minds – als rechercheur William LaMontagne jr. – 27 afl.
- 2019 The Punisher - als John Pilgrim - 11 afl.
- 2017-2018 Shooter - als Solotov - 9 afl.
- 2012 The Walking Dead: Webisodes - als Chase - 4 afl.
- 2010-2011 No Ordinary Family – als The Watcher – 14 afl.
- 2007-2008 Dirt – als Holt McLaren – 20 afl.
- 2004-2005 Third Watch – als Brendan Finney – 20 afl.

- Bibliothèque nationale de France: cb16224342g (data)
- Gemeinsame Normdatei: 1064896812
- International Standard Name Identifier: 0000 0001 1458 579X
- Library of Congress Control Number: no2010071231
- Système universitaire de documentation: 158231279
- Virtual International Authority File: 1121159474411727662477